# Alberto Anile
Alberto Anile (Catania, 24 settembre 1967) è un giornalista, critico cinematografico e saggista italiano. Ha scritto diversi libri di storia del cinema. Collabora con la Repubblica e altre testate in qualità di critico cinematografico e letterario. È stato Conservatore della Cineteca Nazionale, presso il Centro Sperimentale di Cinematografia di Roma.

## Biografia
Laureato in Storia e critica del cinema alla facoltà di Lettere Moderne dell'Università Cattolica del Sacro Cuore di Milano, ha iniziato a collaborare nel 1991 per il mensile Ciak, e l'anno successivo è approdato a Sorrisi e Canzoni dove si è occupato per diversi anni di cinema, televisione e musica.
Il suo primo libro, sul Totò futurista anteguerra, ha ricevuto nel 1997 il Premio Filmcritica-Umberto Barbaro per la critica cinematografica. Sul grande attore comico ha scritto diversi altri libri fra cui Totò proibito, dedicato ai tempestosi rapporti dell'attore con la censura cinematografica. Per Ripley's Home video ha curato la direzione editoriale di una collana di DVD di Totò dove fra l'altro ha intervistato Franca Faldini, Isa Bellini, Giacomo Furia, Sandra Milo, Alvaro Mancori, Isa Barzizza e Carlo Croccolo. Per il cinquantennale della scomparsa di Totò ha pubblicato Totalmente Totò, "biografia critica definitiva" sull'attore napoletano. Nel 2017 ha ritrovato alla Cineteca Nazionale una copia del film Guardie e ladri depositata prima della revisione censoria, nella quale riaffiora una battuta di Totò e soprattutto il sonoro originale di una parte del discorso che il brigadiere Bottoni (Aldo Fabrizi) fa al ladro nell'androne di casa.
Oltre che di Totò, Anile è considerato uno dei maggiori esperti italiani di Orson Welles. Il suo Orson Welles in Italia è stato tradotto in America dall'Università dell'Indiana, dove si conserva il maggior fondo documentale relativo a Welles. La sua scoperta che l'edizione italiana dell'Otello di Welles è la versione del film più antica e più lunga, ha dato origine a un nuovo studio e spinto la Cineteca Nazionale a procedere a un restauro della pellicola, presentata nel 2015 al festival di Venezia.
Con Maria Gabriella Giannice ha scritto La guerra dei vulcani, sul triangolo amoroso e professionale tra Anna Magnani, Roberto Rossellini e Ingrid Bergman (da cui è stato tratto l'omonimo documentario diretto da Francesco Patierno nel 2012), e Operazione Gattopardo, incentrato sui complessi rapporti tra il romanzo di Giuseppe Tomasi di Lampedusa e il film di Luchino Visconti.
Diversi suoi saggi e interventi sono stati pubblicati sulle riviste Bianco e Nero, Cabiria, 8 1/2, L'avventura, Cinecritica, Fellini Amarcord, nonché l'americana Film History. Nel triennio 2016/18 è stato membro della commissione di selezione della Settimana Internazionale della Critica alla Mostra Internazionale d’Arte Cinematografica di Venezia.
Tra il 2018 e il 2020 ha pubblicato due lavori su Alberto Sordi, un numero monografico della rivista Bianco e Nero (intitolato Sordi segreto), e il volume Alberto Sordi, uscito in occasione del centenario della nascita del cineasta romano.
Da Conservatore della Cineteca Nazionale ha, fra le altre cose, ricostituito La ricotta (1963) di Pier Paolo Pasolini nella versione originariamente voluta dall'autore, e restaurato La porta del cielo (1944) di Vittorio De Sica e, insieme alla Cinémathèque française, il futurista Thaïs (1917) di Anton Giulio Bragaglia.

## Opere
- Il cinema di Totò (1930-1945). L'estro funambolo e l'ameno spettro, Genova, Le Mani, 1997, ISBN 978-8880120513
- I film di Totò (1946-1967). La maschera tradita, Genova, Le Mani, 1998, ISBN 978-8880120803
- A. Anile-Maria Gabriella Giannice, La guerra dei vulcani. Storia di cinema e d'amore, Genova, Le Mani, 2000, ISBN 978-8880121466.
- Totò e Peppino fratelli d'Italia, in Lello Arena (a cura di), Totò, Peppino e... ho detto tutto, Collana Stile Libero, Torino, 2001, EAN 2560011050756
- Totò proibito: storia puntigliosa e grottesca dei rapporti tra il principe De Curtis e la censura, Torino, Lindau, 2005, ISBN 978-8871805276.
- Orson Welles in Italia, Milano, Il Castoro, Milano, 2006; trad. ingl., Orson Welles in Italy, Bloomington, Indiana University Press, 2013; nuova ed. ampliata, Milano, La nave di Teseo, 2023, ISBN 978-88-346-1520-1.
- A. Anile-Maria Gabriella Giannice, Operazione Gattopardo. Come Visconti trasformò un romanzo di "destra" in un successo di "sinistra", Genova, Le Mani, 2013; 2ª ed. lievemente riveduta, Collana UEF. I Saggi, Milano, Feltrinelli, 2014, ISBN 978-88-078-8549-5; nuova ed. aggiornata, Prefazione di Goffredo Fofi, Collana Universale Economica. Saggi Rossi, Milano, Feltrinelli, 2024, ISBN 978-88-078-9897-6.
- L'«Otello» senz'acca / «Otello» Without the H, Quaderno della Cineteca Nazionale, Centro Sperimentale di Cinematografia/Rubbettino, 2015, ISBN 978-8849845044
- Totalmente Totò. Vita e opere di un comico assoluto, Edizioni della Cineteca di Bologna, 2017, ISBN 978-8899196332.
- Guardie e ladri, Quaderno della Cineteca Nazionale, Centro Sperimentale di Cinematografia/Iacobelli Editore, Roma, 2018, ISBN 978-8862524209
- Sordi segreto, a cura di A. Anile, «Bianco e Nero» nº 592, Centro Sperimentale di Cinematografia/Edizioni Sabinae, Roma, 2018, ISBN 978-8898623884.
- Dizionario del Cinema Immaginario, Torino, Lindau, 2019, ISBN 978-8833532202.
- Alberto Sordi, Centro Sperimentale di Cinematografia/Edizioni Sabinae, Roma, 2020, ISBN 979-1280023001.
- La carica dei 600. Un secolo di storia nella più importante rivista italiana di cinema, Roma, Edizioni Sabinae, 2021, ISBN 9791-280023254.
- Una birra e uno straccio. Le barzellette come le raccontano solo nei film, Torino, Lindau, 2021, ISBN 978-8833537047.
- L'ultimo Don Camillo. Immagini e ricordi di un film perduto, Roma, CSC/minimum fax, 2025, ISBN 978-8833895987.